# Anita Knakkergaard
Anita Knakkergaard Nielsen (født Anita Knakkergaard; 4. september 1947, død 14. december 2020) var en dansk selvstændig erhvervsdrivende og politiker, som repræsenterede Dansk Folkeparti i Folketinget fra 2001 til 2011.

## Biografi
Anita Knakkergaard blev født i Aalborg i 4. september 1947. Hun var datter af repræsentant Anker Knakkergaard og dæksmager Dagny Knakkergaard. Hun havde handelseksamen (linje B) fra Aalborg Handelsskole fra 1964 og arbejdede som kontorassistent 1964-1969. Hun afsluttede en uddannelse til børneforsorgspædagog ved Aalborg Børneforsorgsseminarium Raaens Minde i 1973 og arbejdede som pædagog fra 1973 til 1976. Fra 1973 til 1990 drev hun en revisorvirksomhed i Nørresundby sammen med sin mand. Hun blev merkonom i markedsføring i 1995.
Knakkergaard var medlem af Aalborg byråd for Fremskridtspartiet fra 1990 til 1994 og for Dansk Folkeparti fra 1998 til 2006. Hun forlod byrådet efter en konflikt med sin partifælle Tommy Eggers.
Hun blev opstillet til Folketinget i Aalborg Nordkredsen i 2001 og var medlem af Folketinget fra folketingsvalget 20. november 2001 til valget 15. september 2011, hvor hun ikke opnåede genvalg. Knakkergaard var Dansk Folkepartis boligordfører i Folketinget og var medlem af Nordisk Råd.